# 豪尔赫·托里埃略
豪尔赫·托里埃略·加里多（西班牙語：Jorge Toriello Garrido；1908年4月23日—1998年6月16日），危地马拉政治家。危地马拉十月革命期间从1944年10月20日至1945年3月15日统治危地马拉的第一任政府的三位领导人之一。在推翻胡安·费德里科·庞塞·维德斯的军事政权后，他成为三人执政团中的一员。

## 从政举措
过渡政府的主要职能是废除上届政府制定的法令。他召开了全国制宪议会，产生了新的《宪法》。成立于1944年10月20日的革命军政府，旨在确保危地马拉建立宪法框架，以领导危地马拉建立代议制民主国家。革命委员会签署的最重要的法令包括：
第1号法令，解散国民议会，并要求选举代表参加革命议会。
第7号法令第1474号法令自1945年1月1日起废止，取消了个人服务（强迫劳动）以支付公路税。
第12号自治法令授予国立大学，该大学更名为危地马拉圣卡洛斯大学。